# Clemens von Alexandria

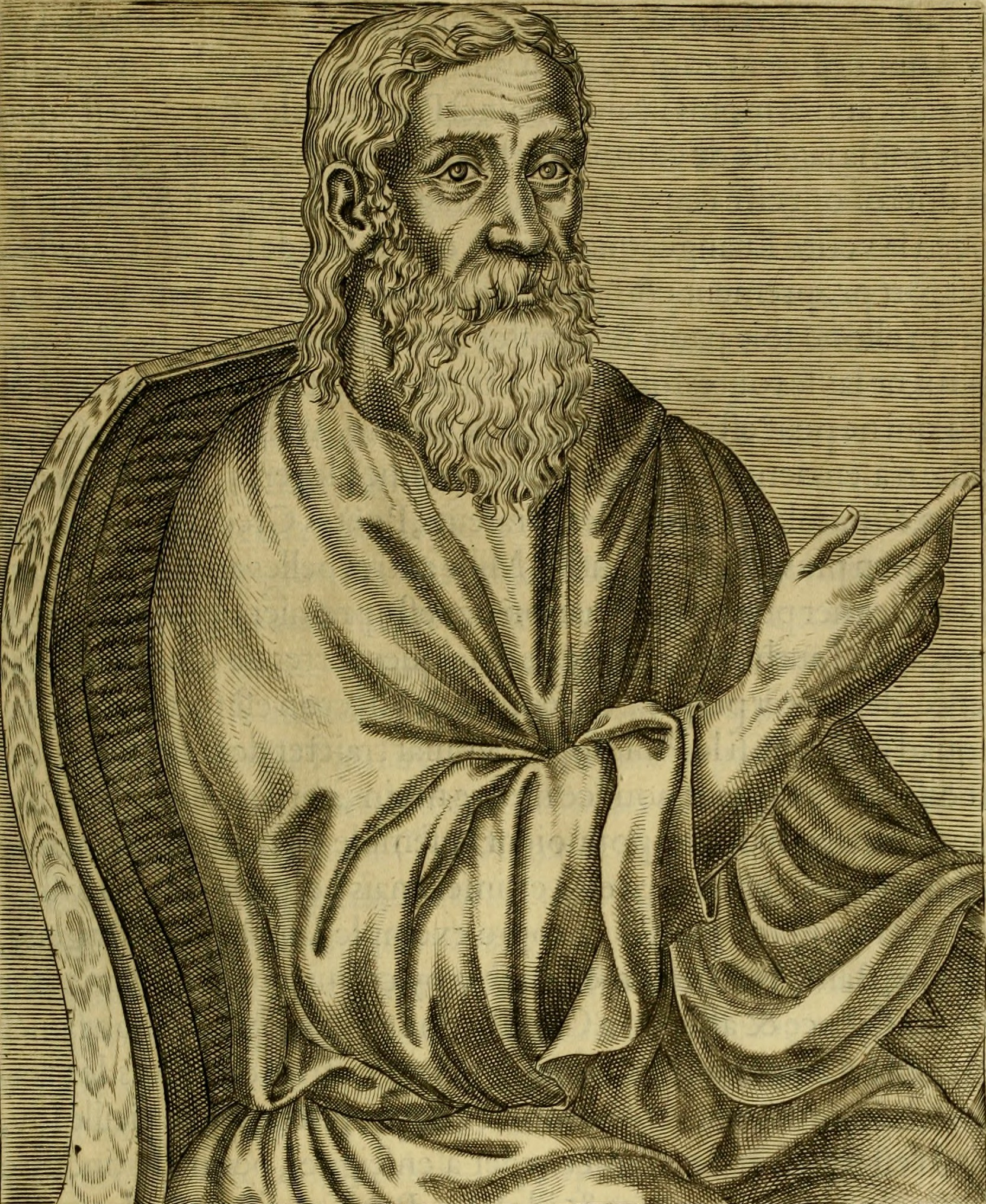
Clemens von Alexandria

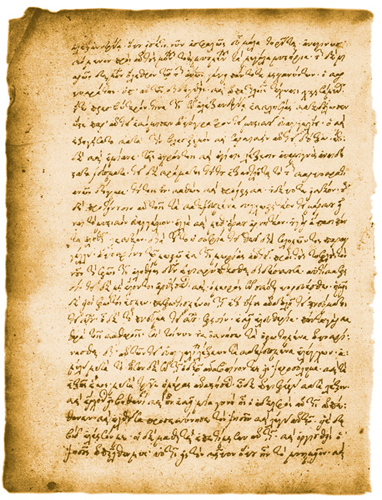
Fragmentarischer Brief des Clemens aus dem Kloster Mar Saba

Clemens von Alexandria (* um 150 vielleicht in Athen; † um 215 vielleicht in Kappadokien) war ein frühchristlicher, griechisch schreibender Philosoph und theologischer Autor. Er gilt in einigen christlichen Konfessionen als Kirchenvater, in der römisch-katholischen Patristik dagegen als Kirchenschriftsteller. Clemens bemühte sich, das Christentum und die Philosophie der Antike in Übereinstimmung miteinander zu bringen. Aus seinen Werken ist vieles über christliche Gnostiker zu erfahren. Mit seinen Schriften leistete Clemens einen entscheidenden Beitrag zur – damals noch umstrittenen – christlichen Rezeption paganer Philosophen und zur Übernahme platonischer Elemente in das sich zu dieser Zeit formierende dogmatische System der Orthodoxie.

## Name
Die frühesten Erwähnungen des Clemens in der antiken christlichen Literatur bezeichneten ihn nach seinem Hauptwerk, den „Teppichen“ (Stromateis), als altgriechisch ὁ Στρωματεύς ho Strōmateús. Eusebius von Caesarea nannte ihn dann, wie es heute üblich ist, Clemens von Alexandria (altgriechisch Κλήμης Ἀλεξανδρεύς Klḗmēs Alexandreús). Er schrieb außerdem, als er die Werke des Clemens referierte, dieser habe mit vollem römischem Namen Titus Flavius Clemens geheißen. Daraus wird manchmal geschlossen, der Vater oder eher Großvater sei Freigelassener der römischen Senatsaristokratie gewesen. Ein Einfluss lateinischer Kultur im Werk des Clemens ist allerdings nicht erkennbar.

## Leben
Die älteste Quelle für das Leben des Clemens ist, neben dem, was sich aus seinen Werken erschließen lässt, die Kirchengeschichte des Eusebius von Caesarea. Hieronymus schreibt in De viris illustribus, Clemens von Alexandria habe während der Regierungszeit von Septimius Severus und Caracalla seine größte Bekanntheit erreicht. Daraus wird auf ein ungefähres Geburtsdatum zwischen 140 und 150 n. Chr. rückgeschlossen.
Clemens stammte entweder aus Alexandria oder (wahrscheinlicher) aus Athen. Angenommen wird, dass er in seiner Jugend kein Christ war, in die Mysterien von Eleusis eingeweiht wurde und eine sehr gute klassische und philosophische Ausbildung erhielt (Platonismus/Mittelplatonismus). Dann unternahm er eine Bildungsreise nach Griechenland, Süditalien, dem Osten des Reichs, Palästina und Ägypten. Von seinen Lehrern ist nur der als „sizilische Biene“ bezeichnete Pantaenus in Alexandria klar identifizierbar. Clemens, der zum Christentum konvertiert war (die genaueren Umstände sind unbekannt), ließ sich in der Nähe des Pantaenus in Alexandria nieder. Über Person und Lehre des Pantaenus ist kaum etwas bekannt, er scheint aber von der Stoa beeinflusst gewesen zu sein, wie das dann auch für Clemens feststellbar ist.
Ob und wie weit Clemens’ Tätigkeit in Alexandria in vorhandene kirchliche Strukturen integriert war, ist Gegenstand der Diskussion. Eusebius zufolge lehrte er (seit etwa 175) an der bischöflichen Katechetenschule von Alexandria, seit etwa 200 als Nachfolger des Pantaenus auch als ihr Leiter. Aber auch andere Szenarien sind denkbar: Leitung eines freien Schulkatechumentats (Adolf Knauber), Privatvorlesungen als weltlicher Lehrer (Adolf von Harnack und andere), oder Katechese für die breite Bevölkerung und daneben auch Vorlesungen für ein gebildetes Publikum (André Méhat). Vielfach wird vermutet, dass Origenes sein Schüler war.
Er blieb während des Großteils seines restlichen Lebens in Alexandria. Kurz vor seinem Tod verließ er die ägyptische Metropole, sei es, dass er vor den Christenverfolgungen um 202/203 floh, sei es, dass andere Gründe vorlagen, zum Beispiel die Gegnerschaft des Bischofs von Alexandria. Clemens zog nach Palästina und wurde zu einem engen Berater des Bischofs Alexander von Jerusalem. Zwei Briefe Alexanders, die durch Eusebius überliefert sind, legen einen Aufenthalt in Palästina und Kappadokien nahe; da der zweite Brief bereits auf seinen Tod zurückblickt, ergibt sich ein Todesdatum zwischen 211/212 und 215.

## Werke
Etwa die Hälfte der Schriften des Clemens sind verloren oder nur mehr fragmentarisch erhalten. Hier eine Übersicht der erhaltenen Werke:
- In der „Mahnrede an die Griechen [resp. Heiden]“ (altgriechisch Προτρεπτικὸς εἰς τοὺς ἕλληνας Protreptikòs eis toùs héllēnas) setzt sich Clemens mit griechischen Philosophemen auseinander, um die heidnischen gebildeten Schichten zum Christentum zu bekehren. Das Werk knüpft an die Gattung der philosophischen Mahnrede an (vgl. Aristoteles, Protreptikos), ebenso an die jüdisch-christliche Apologie.
- In dem daran anschließenden Werk „Der Erzieher“ (altgriechisch Παιδαγωγός Paidagogós) wird die Vorstellung einer göttlichen Pädagogik entwickelt. Es wendet sich an neubekehrte Christen, vielleicht in der Taufvorbereitung. Der göttliche Logos übernimmt die Rolle eines Haussklaven, der den Kindern gutes Benehmen beibringt und wird dann später zum Lehrer, der den erfahreneren Christen Erkenntnis (Gnosis) vermittelt. Das Werk enthält nach Art einer Diatribe Ratschläge zum Verhalten in Alltagssituationen.
- In seinem Hauptwerk, den sieben Büchern der Stromateis (Plural von στρωματεύς strōmateús ‚Teppich‘ [im Sinne von ,Tagesdecke‘], ‚Flickwerk‘), versucht Clemens, die grundsätzliche Vereinbarkeit von griechischer Philosophie und christlichem Glauben und die epistemologische Überlegenheit des letzteren zu erweisen. Die Philosophie wird als noch defiziente Vorstufe der wahren Erkenntnis (γνῶσις gnôsis) dargestellt, die Möglichkeit für diese sei erst durch die Parusie Christi eröffnet worden. Genau darin aber liege der Nutzen der heidnischen Schriften, da derjenige, der sie auf der Grundlage des christlichen Glaubens benutze, in ihnen Hinweise zur Erlangung der Wahrheit finden könne. Die einzelnen Bücher beziehen sich locker aufeinander und haben folgende Inhalte: I Nutzen der griechischen Kultur für Christen; II Glauben, Buße, Tugenden; III Maßvolle Enthaltsamkeit; IV Martyrium, Askese und Emotionslosigkeit (ἀπάθεια). V. Allegorische Schriftauslegung, VI. und VII. Der Christ als wahrer Gnostiker. In seinem kurzen Abriss über die philosophischen Anschauungen außerhalb der griechisch-römischen Welt erwähnt er auch den Buddhismus und liefert das älteste Zeugnis für diese Weltdeutung in der westlichen Literatur.[12] Clemens bedient sich in dieser Schrift laut eigener Aussage eines verschlüsselnden, anspielungsreichen und sprunghaften Stils (daher der Titel), um Häretikern den Zugang zur Erkenntnis zu verwehren. Das Verhältnis von Protreptikòs, Paidagogós und Stromateis ist umstritten. Wenn man sie als eine Trilogie betrachtet, würde man erwarten, dass in den Stromateis dem vom Paidagogós vorbereiteten Leser die Erkenntnis des wahren Gnostikers mitgeteilt wird; das geschieht aber nicht, vielmehr befassen sich die Stromateis mit praktischer und theoretischer Ethik. Man hat vermutet, dass verlorene Teile der Stromateis diesen Inhalt hatten oder aber das ganz verlorene Werk Hypotyposeis.[8]
- Quis dives salvetur (‚Welcher Reiche gerettet werden wird‘) ist eine kunstvolle, stilisierte Predigt (Homilie) über Mk 10,17–27 EU.

Drei Schriften des Clemens haben den Charakter von Zitatsammlungen und Notizen. Es handelt sich wohl eher um Arbeitsmaterial denn um Texte, die Clemens zur Veröffentlichung vorgesehen hatte:
- Ein Werk, das als achtes Buch der Stromateis tradiert wurde, enthält Notizen zur Logik, die unausgeführt wirken. Obwohl die Manuskripttradition das suggeriert, schließt diese Schrift nicht an Buch VII der Stromateis an.
- Excerpta ex Theodoto: Clemens stellt die Lehre des Gnostikers Theodotos untermischt mit eigenen Kommentaren vor.
- Eclogae prophetae: Notizen verschiedenen Inhalts.

Darüber hinaus sind Fragmente weitere Schriften des Clemens bekannt. Die Zitate, die Cassiodor in Adumbrationes in Epistulas Canonicas anführt, könnten aus dem verlorenen Werk Hypotyposeis stammen. Morton Smith veröffentlichte 1973 einen fragmentarischen Brief des Clemens, den er 1958 im Kloster Mar Saba entdeckt hatte; der Briefautor zitiert ein geheimes Markusevangelium. Die Echtheit des Briefs wurde zunächst stark bezweifelt, wird inzwischen aber von Fachleuten bestätigt.

## Lehre
Kulturgeschichtlich sind besonders die Schriften Paidagogós und Quis dives salvetur interessant: Sie zeigen, wie das Christentum in der gebildeten alexandrinischen Oberschicht Fuß fasste. Seine (eklektische) Philosophie ist dem Mittleren Platonismus zuzurechnen, beispielsweise darin, dass das Gott-Ähnlichwerden als höchstes Ziel benannt wird. Der Logos des Clemens ähnelt der zweiten Hypostase bzw. dem νοῦς des Mittel- und Neuplatonismus. Aussagen zur Ethik, Physik und Medizin sind stark von der Stoa beeinflusst. Ein pythagoräischer Einfluss ist ebenfalls feststellbar. Clemens kannte die griechisch verfassten Werke alexandrinischer jüdischer Gelehrter. Vor allem Philon von Alexandria zitierte er häufig. Sein Werk bezeichnete Clemens selbst als „Auswahl“ (ἐκλογή); damit war zeitgenössisch der Anspruch verbunden, über den einzelnen Schulbildungen zu stehen und von dieser höheren Warte aus das jeweils Wertvollste aufnehmen zu können. Clemens beherrschte anscheinend weder Hebräisch noch Latein: das Alte Testament las er in griechischer Übersetzung, die lateinische Literatur war ihm nicht bekannt.
Die hierarchisch verfasste Kirche spielt im Werk des Clemens kaum eine Rolle; dieses Schweigen kann unterschiedlich gedeutet werden, nicht unbedingt als Unkirchlichkeit. Clemens lag daran, Häresien zu entdecken und sie zu widerlegen: Montanismus, Enkratismus, Marcionismus, Gnostizismus unterschiedlicher Art (Karpokratianer, Basilides, Valentinianer).
Wenn Clemens nach dem Vorbild jüdischer und christlicher Apologeten behauptete, die griechischen Philosophen hätten bei Mose abgeschrieben, so begegnet er damit dem Vorwurf, es handle sich bei Judentum und Christentum um neue und barbarische Lehren. Andererseits ist die griechische Philosophie, als angebliche Bibelrezeption, damit auch christlich akzeptabel geworden. Clemens’ Kritik galt den paganen Kulten, Mysterien und Mythen, die teils lächerlich gemacht, teils mit moralischer Empörung abgewiesen werden.
Was Clemens unter „wahrer Gnosis (Erkenntnis)“ verstand und was demzufolge das Zentrum seiner Theologie bildete, ist umstritten. Denn Clemens deutet vieles nur an (Arkanprinzip). Es könnte ein christlich adaptierter Platonismus sein, eine bestimmte Art, allegorisch die Bibel zu lesen, eine Engellehre und Apokalyptik, eine Mystik oder eine orthodox modifizierte Gnosis. Die höchste Autorität hatte bei Clemens die Bibel; der Kanon heiliger Schriften lag aber nicht völlig fest. Clemens verwendete verschiedene griechische Übersetzungen des Alten Testaments. Die christliche Tradition ist laut Clemens von den Aposteln an die Presbyter übermittelt worden (im Gegensatz zu Ignatius von Antiochia waren für Clemens die Bischöfe nicht Nachfolger der Apostel).
Jesus Christus ist für Clemens vor allem der Logos. In diesem Logos-Begriff kommen unterschiedliche Einflüsse zusammen, die Clemens anscheinend nicht zu einer Synthese verbinden konnte: die Allvernunft der Stoa, der Schöpfungsmittler Philons, das in der Bibel enthaltene Gotteswort, der Logos im Prolog des Johannesevangeliums sowie Jesus und seine Lehre. Die Jungfrauengeburt verstand Clemens wortwörtlich. Die Eucharistie war für ihn eine „Mischung aus dem Getränk und dem Wort.“ Mit der jüdischen und christlichen Tradition nahm Clemens die Existenz von Engeln und Dämonen an, die er jeweils zu Hierarchien ordnete. Als Platoniker lehrte Clemens die Unsterblichkeit der Seele. Die individuellen Seelen würden von Gott jeweils bei der Geburt geschaffen. Nach dem Tod erhalte der Mensch Lohn oder Strafe; hier scheint Clemens etwas Ähnliches wie die spätere Lehre vom Fegefeuer vertreten zu haben.
Der ideale Christ bzw. der „wahre Gnostiker“ ist weitgehend identisch mit dem stoischen Weisen. Erkenntnis (Gnosis) und Liebe zu Gott und dem Nächsten sah Clemens wahrscheinlich nicht als Alternativen, sondern aufeinander bezogen. Vor die – rein hypothetische – Wahl zwischen Gotteserkenntnis und Seelenheil gestellt, würde der wahre Gnostiker die Gotteserkenntnis wählen.

## Textüberlieferung
Die mittelalterliche Textüberlieferung ist schlecht, am wichtigsten ist der Pariser Arethas-Codex aus dem 10. Jahrhundert, der Protreptikòs und Paidagogós enthält (Codex Parisinus graecus 451). Ein Florentiner Codex des 11. Jahrhunderts enthält unter anderem die Stromateis, Excerpta ex Theodoto und Eclogae prophetae (Codex Laurentianus graecus V 1).

## Rezeptionsgeschichte
Zahlreiche Autoren der christlichen Spätantike zeigen Kenntnis von Clemens’ Schriften: Origenes, Methodios, Eusebius von Caesarea, Didymus, Kyrill von Alexandria, Isidor von Pelusium und Theodoret. Arnobius und Iulius Firmicius Maternus benutzten den Protreptikòs. Maximus Confessor berief sich auf ihn als theologische Autorität; Johannes von Damaskus wertete seine Schriften für die Sacra Parallela aus und begründete damit die Tradition, Clemens in byzantinischen Florilegien zu zitieren. In Bibelkommentaren (Katenen) wurde er häufig erwähnt. Allerdings stand er meist im Schatten des Origenes, der als Philosoph und Theologe bedeutender, aber auch umstrittener war. Die origenistischen Streitigkeiten beschädigten wahrscheinlich auch das Ansehen des Clemens. Photios I. las im 9. Jahrhundert die (heute verlorenen) Hypotyposeis und fand darin Lehren, die er verurteilte: „Erschaffung des Sohnes, Seelenwanderung, Aufeinanderfolge verschiedener Welten, eine sonderbare Art der Erschaffung Evas, Nachkommen zeugende Engel, Doketismus und eine Dualität des Logos.“
Clemens’ Werke wurden im Mittelalter nicht ins Lateinische übersetzt. Piero Vettori edierte 1550 seine Schriften, worauf es zu einer neuen Clemens-Rezeption im Westen kam. Die Kirchenhistoriker Gottfried Arnold und Johann Lorenz von Mosheim lasen Clemens; François Fénelon widmete ihm eine kleine Schrift (Le Gnostique de Saint Clément d’Alexandrie, 1694). Im Jahr 1748 ließ Papst Benedikt XIV. ihn aus dem römischen Heiligenkalender streichen, da sein Leben zu wenig bekannt, eine öffentliche Verehrung nicht vorhanden und seine Lehre zweifelhaft sei (Postquam intelleximus). Seine Zurechnung zu den Kirchenvätern ist in der römisch-katholischen Patristik daher umstritten.

## Werkausgaben

Opera omnia, 1715

- Clemens Alexandrinus. Hrsg. von Otto Stählin:
  - Band 1: Protrepticus und Paedagogus. Hinrichs, Leipzig 1905 (Digitalisat).
  - Band 2: Stromata, Buch I–VI (= Die griechischen christlichen Schriftsteller der ersten drei Jahrhunderte. Band 15). Hinrichs, Leipzig 1906 (ZDB-ID 504606-3).
  - Band 3: Stromata, Buch VII–VIII. Excerpta ex Theodoto. Eclogae propheticae. Quis dives salvetur. Fragmente. Hinrichs, Leipzig 1909 (Digitalisat).
  - Band 4: Register. Hinrichs, Leipzig 1936 (Digitalisat).
- Des Clemens von Alexandreia ausgewählte Schriften (= Bibliothek der Kirchenväter. Band 2,7; 2,8; 2,17; 2,19; 2,20). 5 Bände, Kösel & Pustet, München 1934–1938.

### Fachlexika
- Annewies van den Hoek: Clemens von Alexandrien. In: Religion in Geschichte und Gegenwart (RGG). 4. Auflage. Band 2, Mohr-Siebeck, Tübingen 1999, Sp. 395–396.
- André Méhat: Clemens von Alexandrien. In: Theologische Realenzyklopädie (TRE). Band 8, de Gruyter, Berlin / New York 1981, ISBN 3-11-008563-1, S. 101–113.
- Adolf Jülicher: Clemens 9. In: Paulys Realencyclopädie der classischen Altertumswissenschaft (RE). Band IV,1, Stuttgart 1900, Sp. 11–13.
- Ralf A. Sedlak: Clement of Alexandria. In: Encyclopedia of the Bible and Its Reception (EBR). Band 5, De Gruyter, Berlin/Boston 2012, ISBN 978-3-11-018373-3, Sp. 415–419.

### Monographien
- Davide Dainese: Il Protrettico ai Greci di Clemente Alessandrino. Una proposta di contestualizzazione. In: Adamantius. Band 16, 2010, ISSN 1126-6244, S. 256–285 (online).
- Martin Pujiula: Körper und christliche Lebensweise. Clemens von Alexandria und sein Paidagogos (= Millennium Studies. Band 9). De Gruyter, Berlin u. a. 2006.
- Davide Dainese: Clemente d’Alessandria e la filosofia. Prospettive aperte e nuove proposte. In: Annali di Scienze Religiose. Neue Serie Band 3, 2011, ISSN 2031-5929.
- Eric Osborn: Clement of Alexandria. Cambridge University Press, Cambridge 2008. ISBN 978-0-521-09081-0.
- John Behr: Asceticism and anthropology in Irenaeus and Clement. Oxford University Press, Oxford / New York 2000. ISBN 0-19-827000-3.
- Ulrich Schneider: Theologie als christliche Philosophie: zur Bedeutung der christlichen Botschaft im Denken des Clemens von Alexandria. De Gruyter, Berlin u. a. 1999. ISBN 3-11-015904-X.
- Dietmar Wyrwa: Die christliche Platonaneignung in den Stromateis des Clemens von Alexandrien (= Arbeiten zur Kirchengeschichte. Band 53). De Gruyter, Berlin u. a. 1983, ISBN 3-11-008903-3 (zugleich: Berlin, Kirchliche Hochschule, Dissertation, 1981/82).
- Otto Stählin: Zur handschriftlichen Überlieferung des Clemens Alexandrinus. Hinrichs, Leipzig 1900 (Digitalisat).